# Elezioni regionali in Sardegna del 2024
Le elezioni regionali in Sardegna del 2024 si sono tenute domenica 25 febbraio per eleggere il Consiglio regionale e il Presidente della giunta della Sardegna. Sono state le prime elezioni parte delle elezioni regionali in Italia del 2024, le diciassettesime votazioni per il Consiglio regionale e le quinte consultazioni dirette per il Presidente della giunta.
Il 20 marzo 2024, dopo quasi un mese dal giorno delle elezioni, la Corte d'Appello di Cagliari ha proclamato ufficialmente la vittoria della candidata dell'alleanza di centro-sinistra, Alessandra Todde, con il 45,4% dei voti, contro il 44,97% ottenuto dal candidato della coalizione di centro-destra, Paolo Truzzu. Todde è diventata la prima donna presidente della Sardegna, nonché la prima esponente del Movimento 5 Stelle a presiedere una Giunta regionale italiana.

## Contesto
Negli ultimi 20 anni, dalle elezioni regionali del 1994, alla presidenza della Regione Sardegna si sono sempre alternati esponenti di centrosinistra e di centrodestra.
Le elezioni regionali del 2019 hanno visto la vittoria della coalizione di centro-destra guidata da Christian Solinas, del Partito Sardo d'Azione, con la coalizione di centro-sinistra seconda e il Movimento 5 Stelle terzo.
Durante il suo mandato, Solinas è stato caratterizzato da un basso consenso da parte dei sardi per l'operato della sua giunta.

## Legge elettorale
La legge elettorale è stabilita dalla legge regionale statutaria nº 1 del 12 novembre 2013, ed è la stessa legge che era in vigore per le elezioni del 2014. Il consiglio regionale della Sardegna è composto da 60 membri. La legge prevede un unico turno, con voto di lista, cioè la possibilità di esprimere una preferenza all'interno della lista prescelta, e voto per il candidato presidente, su un'unica scheda. È possibile votare per una lista e per un candidato presidente non collegati fra loro ("voto disgiunto", art. 9). Nel dicembre 2018, il Consiglio regionale ha approvato una modifica alla legge elettorale, applicata per la prima volta durante le elezioni del 2019, che ha consentito di indicare una doppia preferenza di genere: sulla scheda l’elettore può esprimere due preferenze, purché siano di genere diverso (per un uomo e per una donna, o viceversa); in caso contrario, la seconda preferenza viene annullata, e resta valida solo la prima.
È eletto Presidente della Regione il candidato che ottiene la maggioranza (anche solo relativa) dei voti (art. 1, comma 4). Alle liste collegate al presidente eletto viene eventualmente assegnato un premio di maggioranza, nella seguente misura: il 60% dei seggi nel caso in cui il presidente eletto abbia ottenuto una percentuale di preferenze superiore al 40%; il 55% dei seggi nel caso in cui il presidente eletto abbia ottenuto una percentuale di preferenze compresa fra il 25% e il 40%; nessun premio di maggioranza se il presidente è eletto con meno del 25% (art. 13). La legge prevede anche una soglia di sbarramento del 10% per le coalizioni e del 5% per le liste non coalizzate (art. 1, comma 7). Tuttavia, non è previsto alcuno sbarramento per le liste all'interno delle coalizioni che abbiano superato il 10%.

### Circoscrizioni elettorali

Mappa delle circoscrizioni elettorali all'epoca delle elezioni

Secondo l'art. 3 della legge statutaria nº 1/2013, il territorio della Regione è ripartito nelle otto circoscrizioni elettorali di Cagliari, Carbonia-Iglesias, Medio Campidano, Nuoro, Ogliastra, Olbia-Tempio, Oristano e Sassari, cioè equivalenti alla vecchia suddivisione degli enti locali in vigore fino al 2016. Il complesso delle circoscrizioni forma il collegio unico regionale ai fini del calcolo dei voti attribuiti ai candidati alla carica di Presidente della Regione e dell'attribuzione e della ripartizione dei seggi fra le coalizioni e i gruppi di liste. Il numero di seggi effettivamente attribuiti a ciascuna circoscrizione può dunque variare rispetto ai seggi attribuiti in linea teorica, a causa del calcolo dei resti fatto a livello regionale, e non circoscrizionale. Secondo la legge statutaria, il numero dei seggi è calcolato "dividendo la cifra della popolazione residente, certificata dai dati Istat al 31 dicembre del penultimo anno precedente la data di convocazione dei comizi elettorali, per il numero dei seggi del Consiglio meno uno e assegnando a ogni circoscrizione tanti seggi quante volte il quoziente è contenuto nella cifra della popolazione residente nella circoscrizione". Per questa tornata elettorale, i seggi assegnati alle circoscrizioni non sono variati rispetto alla precedente, e sono i seguenti:
| Circoscrizione elettorale                       | Numero seggi assegnati |
| ----------------------------------------------- | ---------------------- |
| Cagliari                                        | 20                     |
| Sassari                                         | 12                     |
| Nuoro                                           | 6                      |
| Olbia-Tempio                                    | 6                      |
| Oristano                                        | 6                      |
| Carbonia-Iglesias                               | 4                      |
| Medio Campidano                                 | 3                      |
| Ogliastra                                       | 2                      |
| Secondo classificato tra i candidati Presidente | 1                      |
| Totale                                          | 60                     |

### Sottoscrizione e composizione di candidati e liste
Le liste dei candidati per ogni circoscrizione devono essere sottoscritte da non meno di 500 e non più di 1 000 elettori iscritti nelle liste elettorali dei comuni della circoscrizione per le circoscrizioni fino a 500 000 abitanti o da non meno di 1 000 e non più di 1 500 elettori iscritti nelle liste elettorali dei comuni della circoscrizione per le circoscrizioni oltre i 500 000 abitanti. La raccolta di tali firme è esentata se la lista è rappresentata da "contrassegni tradizionalmente usati o ufficialmente riconosciuti dai partiti o gruppi o movimenti politici di carattere nazionale o regionale che abbiano avuto eletto, nella legislatura in corso alla data dell'indizione dei comizi, un proprio rappresentante nel Consiglio regionale o ai quali, con dichiarazione formale, aderisca almeno un consigliere regionale in carica alla data di indizione dei comizi elettorali" e nel caso in cui la lista sia contraddistinta da un contrassegno composito nel quale sia contenuto quello di un partito o gruppo politico esente da tale onere..
Ogni lista circoscrizionale deve comprendere un numero di candidati non inferiore ai due terzi (arrotondato all'unità superiore) dei seggi assegnati alla circoscrizione e non superiore (nelle circoscrizioni con un numero di seggi almeno pari a tre) al numero dei seggi assegnati (aumentato di un'unità se il numero dei seggi è dispari). In sede di presentazione di ciascuna lista, è necessaria la dichiarazione di collegamento con il candidato alla carica di Presidente della Regione, così come ciascun candidato alla Presidenza è tenuto a dichiarare il collegamento con uno o più gruppi di liste. Le eventuali coalizioni non sono espressamente invitate a indicare un nome della coalizione stessa.

## Candidati presidente e liste

### Candidature ammesse
- Il 9 novembre 2023, il Partito Democratico, il Movimento 5 Stelle e altre forze del centro-sinistra hanno annunciato che Alessandra Todde (M5S), già sottosegretaria al Ministero dello sviluppo economico durante il Governo Conte II e viceministra dello stesso organo nel governo Draghi, sarebbe stata la candidata congiunta per la coalizione.[15][16] Todde è stata sostenuta da dieci liste: Partito Democratico, Movimento 5 Stelle, Alleanza Verdi e Sinistra e Possibile, Progressisti, Fortza Paris, Demos, Psi - Sardi in Europa, Uniti per Alessandra Todde Presidente, Sinistra Futura, Orizzonte Comune.[17][18]
- L'11 novembre 2023, in seguito alle critiche espresse nei confronti dell'accordo tra PD e M5S e, in particolare, sulla loro decisione di non organizzare primarie interne,[16][19] Renato Soru, già in passato presidente della Sardegna, ha annunciato la propria ricandidatura formando la Coalizione Sarda, lista indipendente a trazione regionalista.[19][20] Soru è stato sostenuto da cinque liste: Progetto Sardegna, Azione-+Europa-UPC, Rifondazione Comunista, Liberu e Vota Sardigna, lista unica formata da alcuni partiti indipendentisti (Indipendèntzia Repùbrica de Sardigna, ProgReS, e Sardegna chiama Sardegna).[17][18]
- Anche la coalizione di centro-destra ha dovuto affrontare divisioni interne, vista l'iniziale volontà del Partito Sardo d'Azione e della Lega di riconfermare il presidente in carica, Christian Solinas, contrapposta a quella di Fratelli d'Italia di proporre Paolo Truzzu, in quel momento sindaco in carica di Cagliari.[7][21] In seguito allo sblocco delle trattative, ma anche al coinvolgimento di Solinas in un’inchiesta per corruzione della Procura di Cagliari,[22][23] i vari partiti hanno deciso di convergere sulla candidatura di Truzzu, annunciata il 19 gennaio 2024.[24][25] Truzzu è stato sostenuto da nove liste: Fratelli d'Italia, Lega, Forza Italia, Partito Sardo d'Azione, Riformatori, UdC, Alleanza Sardegna-PLI, Sardegna al centro 20 Venti, DC con Rotondi.[18][26]
- Il 25 gennaio 2024, Lucia Chessa, leader del partito regionalista di sinistra Rossomori,[1][27] è stata ufficialmente ammessa alle elezioni regionali come candidata della lista unica Sardegna R-Esiste.[28][29] Tuttavia, nelle circoscrizioni di Sassari e Ogliastra non sono state presentate liste a sostegno di Chessa.[12]

### Candidature escluse o ritirate
- La candidatura di Maria Rosaria Randaccio, che inizialmente era stata sostenuta dalla lista unica Forza del Popolo,[17][18] è stata dichiarata invalida il 24 gennaio 2024, in seguito a criticità rilevate nella raccolta delle firme dagli uffici circoscrizionali territoriali di Cagliari e del Sulcis Iglesiente.[30][31]
- Il presidente in carica Christian Solinas, inizialmente sostenuto dal Partito Sardo d'Azione e dalla Lega,[7][21] ha poi ritirato la propria candidatura il 19 gennaio 2024, giorno in cui entrambi i partiti hanno annunciato il loro appoggio a Paolo Truzzu.[24][25]
- Alessandra Zedda (FI), già vice-presidente e assessora al Lavoro della giunta regionale in seguito alla sua elezione nella tornata precedente,[32][33] ha inizialmente depositato la propria candidatura il 14 gennaio 2024, sostenuta dalla lista indipendente Anima di Sardegna.[33] Tuttavia, Zedda si è poi ritirata dalle elezioni il 19 gennaio seguente, scegliendo di sostenere Paolo Truzzu.[34][35]

## Campagna elettorale

### Programmi elettorali
Il programma della coalizione di centro-sinistra e Movimento 5 Stelle, a sostegno di Alessandra Todde, denominato Sardegna è ora, è stato diviso in 10 punti, che includevano temi come la rifondazione della sanità regionale, le politiche sociali, la riforma del sistema lavorativo e gli investimenti sulle risorse rinnovabili, a partire dall'energia eolica.
La coalizione di centro-destra, a sostegno di Paolo Truzzu, ha presentato un programma politico denominato Piano Sardegna, che intendeva principalmente proseguire le politiche del governo regionale uscente, e affrontava temi come la sanità locale, i trasporti, le fonti d'energia, la lotta allo spopolamento e alla denatalità; inoltre, aveva l'ulteriore obiettivo di approvare il nuovo piano urbanistico regionale.
La Coalizione Sarda a sostegno di Renato Soru, si era formata basandosi su una politica regionalista, unendo partiti autonomisti, indipendentisti e sezioni sarde di partiti italiani che non si riconoscevano nel duopolio tradizionale della politica italiana. Il programma elettorale, con lo slogan Una Rivoluzione Gentile, puntava sulla riscrittura dello Statuto sardo, la riforma istituzionale della Regione e rivendicava la difesa dei diritti come singoli, persone, famiglie e comunità regionale, concentrandosi inoltre su trasporti e sanità locali.
Il punto principale del programma di Lucia Chessa era la riforma della legge elettorale della Sardegna, al fine di rendere il Consiglio regionale più rappresentativo dell'intero territorio. Altri temi chiave del programma erano il contrasto all'illegalità e alla corruzione, la riforma del servizio sanitario regionale, della scuola e delle reti di trasporto (sia regionali, sia di collegamento con l'Italia continentale), il sostegno all'agricoltura, il rapporto fra transizione energetica e rispetto del territorio, e la ridiscussione del sistema dell'autonomia regionale con il governo nazionale.

### Confronti pubblici
| Data                 | Luogo                | Organizzatori        | Link                 | Partecipanti | Partecipanti     | Partecipanti | Partecipanti |
| P Presente A Assente | P Presente A Assente | P Presente A Assente | P Presente A Assente | Paolo Truzzu | Alessandra Todde | Renato Soru  | Lucia Chessa |
| -------------------- | -------------------- | -------------------- | -------------------- | ------------ | ---------------- | ------------ | ------------ |
| 1 febbraio 2024      | Cagliari             | TGR Sardegna         | RaiNews              | P            | P                | P            | P            |
| 7 febbraio 2024      | Nuoro                | Diocesi di Nuoro     | N.D.                 | P            | P                | P            | P            |
| 9 febbraio 2024      | Cagliari             | Coldiretti           | N.D.                 | P            | P                | P            | A            |
| 21 febbraio 2024     | Cagliari             | TGR Sardegna         | RaiNews              | P            | P                | P            | P            |
| 22 febbraio 2024     | Cagliari             | Videolina            | Videolina            | P            | P                | P            | P            |

### Candidature contestate
In seguito alle verifiche della Commissione parlamentare antimafia sulle liste presentate per le elezioni regionali, il 13 febbraio 2024 la presidente della commissione, Chiara Colosimo, ha annunciato che sette candidature risultavano in violazione del codice di autoregolamentazione per via di procedimenti giudiziari pregressi o in corso. In seguito a ciò, una delle persone coinvolte, Maria Grazia Giordo (candidata inizialmente con la lista Sinistra Futura), ha annunciato ufficialmente la propria autosospensione.

## Sondaggi

### Candidati presidente
| Data                        | Fonte     | Committente | Campione | Truzzu (CDX) | Todde (CSX - M5S) | Soru (Coalizione Sarda) | Chessa (Sardegna R-Esiste) | Distacco |
| --------------------------- | --------- | ----------- | -------- | ------------ | ----------------- | ----------------------- | -------------------------- | -------- |
| 31 gennaio-1º febbraio 2024 | BiDiMedia | BiDiMedia   | 1000     | 46,0         | 41,9              | 11,1                    | 1,0                        | 4,1      |

### Liste elettorali
| Data                        | Fonte     | Committente | Campione | CDX  | CDX | CDX | CDX    | CDX | CDX     | CDX | CDX    | CDX | CSX - M5S | CSX - M5S | CSX - M5S | CSX - M5S | CSX - M5S | CSX - M5S | CSX - M5S | CSX - M5S | CSX - M5S | CSX - M5S | CS    | CS  | CS     | CS  | CS  | SRE | Distacco |
| Data                        | Fonte     | Committente | Campione | FdI  | Fi  | LSP | PSd'Az | RS  | SaC 20V | UdC | AZ-PLI | DCR | PD        | M5S       | UAT       | AVS       | Prog.     | SF        | OC        | PSI       | FP        | Demos     | Az-+E | PS  | Liberu | VS  | PRC | SRE | Distacco |
| --------------------------- | --------- | ----------- | -------- | ---- | --- | --- | ------ | --- | ------- | --- | ------ | --- | --------- | --------- | --------- | --------- | --------- | --------- | --------- | --------- | --------- | --------- | ----- | --- | ------ | --- | --- | --- | -------- |
| 31 gennaio-1º febbraio 2024 | BiDiMedia | Bidimedia   | 1000     | 23,1 | 6,4 | 5,4 | 4,1    | 3,3 | 2,9     | 1,9 | 0,8    | 0,6 | 15,6      | 10        | 3,4       | 3,4       | 2,9       | 2,2       | 1,9       | 0,8       | 0,5       | 0,4       | 3,7   | 3,5 | 1,2    | 0,8 | 0,6 | 0,6 | 7,5      |

## Affluenza
Il corpo elettorale per le elezioni del 25 febbraio 2024, ripartito nei 377 comuni dell’isola e nelle 1884 sezioni elettorali del territorio regionale, era di 1447753 elettori, di cui 709 837 uomini e 737 916 donne.
| Circoscrizioni            | Affluenza | Affluenza | Affluenza | Elezioni 2019 | Variazione |
| Circoscrizioni            | 12:00     | 19:00     | 22:00     | Elezioni 2019 | Variazione |
| ------------------------- | --------- | --------- | --------- | ------------- | ---------- |
| Cagliari                  | 19,4%     | 43,8%     | 52,6%     | 55,5%         | 2,9%       |
| Sulcis Iglesiente         | 18,0%     | 42,2%     | 49,6%     | 51,3%         | 1,7%       |
| Medio Campidano           | 16,4%     | 39,9%     | 48,0%     | 50,9%         | 2,9%       |
| Nuoro                     | 19,5%     | 47,9%     | 56,5%     | 53,2%         | 3,3%       |
| Ogliastra                 | 17,5%     | 43,6%     | 53,0%     | 54,3%         | 1,3%       |
| Gallura Nord-Est Sardegna | 17,9%     | 43,5%     | 51,2%     | 52,7%         | 1,5%       |
| Oristano                  | 17,0%     | 43,1%     | 51,1%     | 51,3%         | 0,2%       |
| Sassari                   | 17,9%     | 45,5%     | 53,3%     | 54,7%         | 1,4%       |
| Sardegna                  | 18,4%     | 44,1%     | 52,3%     | 53,8%         | 1,5%       |

## Risultati
Alle ore 5 del 27 febbraio 2024, era stato completato ufficialmente lo scrutinio di 1 822 sezioni su un totale di 1 844, aggiornato a 1 825 sezioni alle ore 16:33 del 27 febbraio 2024. Come previsto dalle norme regionali, lo spoglio delle schede provenienti dalle ultime 19 sezioni elettorali è stato gestito dagli Uffici centrali circoscrizionali, istituiti presso i Tribunali. Il 20 marzo 2024, la Corte d'Appello di Cagliari ha pubblicato il verbale con la proclamazione dei risultati ufficiali.

Distribuzione del voto per circoscrizione elettorale

|                                                                 | Alessandra Todde ✔️ Presidente                                  | 334 160                                                         | 45,39 | Partito Democratico | 95 285  | 13,80 | 11 |  |  |
| Movimento 5 Stelle                                              | Alessandra Todde ✔️ Presidente                                  | 334 160                                                         | 45,39 | 53 613              | 7,77    | 7     |    |  |  |
| Alleanza Verdi e Sinistra                                       | Alessandra Todde ✔️ Presidente                                  | 334 160                                                         | 45,39 | 32 145              | 4,66    | 4     |    |  |  |
| Uniti per Alessandra Todde                                      | Alessandra Todde ✔️ Presidente                                  | 334 160                                                         | 45,39 | 27 422              | 3,97    | 3     |    |  |  |
| Orizzonte Comune                                                | Alessandra Todde ✔️ Presidente                                  | 334 160                                                         | 45,39 | 20 984              | 3,04    | 3     |    |  |  |
| Progressista                                                    | Alessandra Todde ✔️ Presidente                                  | 334 160                                                         | 45,39 | 20 868              | 3,02    | 3     |    |  |  |
| Sinistra Futura                                                 | Alessandra Todde ✔️ Presidente                                  | 334 160                                                         | 45,39 | 20 574              | 2,98    | 3     |    |  |  |
| PSI - Sardi in Europa                                           | Alessandra Todde ✔️ Presidente                                  | 334 160                                                         | 45,39 | 11 637              | 1,69    | 1     |    |  |  |
| Fortza Paris                                                    | Alessandra Todde ✔️ Presidente                                  | 334 160                                                         | 45,39 | 6 068               | 0,88    | –     |    |  |  |
| Democrazia Solidale                                             | Alessandra Todde ✔️ Presidente                                  | 334 160                                                         | 45,39 | 4 692               | 0,68    | –     |    |  |  |
| Totale liste                                                    | Alessandra Todde ✔️ Presidente                                  | 334 160                                                         | 45,39 | 293 288             | 42,48   | 36    |    |  |  |
|                                                                 | Paolo Truzzu                                                    | 331 099                                                         | 44,97 | Fratelli d'Italia   | 93 921  | 13,60 | 7  |  |  |
| Riformatori Sardi                                               | Paolo Truzzu                                                    | 331 099                                                         | 44,97 | 49 629              | 7,19    | 3     |    |  |  |
| Forza Italia                                                    | Paolo Truzzu                                                    | 331 099                                                         | 44,97 | 43 892              | 6,36    | 3     |    |  |  |
| Sardegna al Centro 20Venti                                      | Paolo Truzzu                                                    | 331 099                                                         | 44,97 | 37 950              | 5,50    | 3     |    |  |  |
| Partito Sardo d'Azione                                          | Paolo Truzzu                                                    | 331 099                                                         | 44,97 | 37 341              | 5,41    | 3     |    |  |  |
| Alleanza Sardegna - Partito Liberale Italiano                   | Paolo Truzzu                                                    | 331 099                                                         | 44,97 | 28 203              | 4,09    | 2     |    |  |  |
| Lega Salvini Sardegna                                           | Paolo Truzzu                                                    | 331 099                                                         | 44,97 | 25 957              | 3,76    | 1     |    |  |  |
| Unione di Centro                                                | Paolo Truzzu                                                    | 331 099                                                         | 44,97 | 19 237              | 2,79    | 1     |    |  |  |
| Democrazia Cristiana con Rotondi                                | Paolo Truzzu                                                    | 331 099                                                         | 44,97 | 2 110               | 0,31    | –     |    |  |  |
| Seggio assegnato al candidato presidente classificatosi secondo | Seggio assegnato al candidato presidente classificatosi secondo | Seggio assegnato al candidato presidente classificatosi secondo | 44,97 | 1                   |         |       |    |  |  |
| Totale liste                                                    | Paolo Truzzu                                                    | 331 099                                                         | 44,97 | 338 240             | 48,99   | 23    |    |  |  |
|                                                                 | Renato Soru                                                     | 63 666                                                          | 8,65  | Progetto Sardegna   | 23 872  | 3,46  | –  |  |  |
| Vota Sardigna                                                   | Renato Soru                                                     | 63 666                                                          | 8,65  | 10 830              | 1,57    | –     |    |  |  |
| +Europa - Azione con Soru                                       | Renato Soru                                                     | 63 666                                                          | 8,65  | 10 577              | 1,53    | –     |    |  |  |
| Liberu                                                          | Renato Soru                                                     | 63 666                                                          | 8,65  | 4 993               | 0,72    | –     |    |  |  |
| Partito della Rifondazione Comunista                            | Renato Soru                                                     | 63 666                                                          | 8,65  | 4 534               | 0,66    | –     |    |  |  |
| Totale liste                                                    | Renato Soru                                                     | 63 666                                                          | 8,65  | 54 806              | 7,94    | –     |    |  |  |
|                                                                 | Lucia Chessa                                                    | 7 261                                                           | 0,99  | Sardegna R-esiste   | 4 067   | 0,59  | –  |  |  |
| Totale                                                          | Totale                                                          | 736 186                                                         | 100   |                     | 690 401 | 100   | 60 |  |  |
|                                                                 |                                                                 |                                                                 |       |                     |         |       |    |  |  |
| Voti non validi                                                 | Voti non validi                                                 | 21 412                                                          | 2,83  |                     |         |       |    |  |  |
| Votanti                                                         | Votanti                                                         | 757 598                                                         | 52,33 |                     |         |       |    |  |  |
| Elettori                                                        | Elettori                                                        | 1 447 753                                                       |       |                     |         |       |    |  |  |
|                                                                 |                                                                 |                                                                 |       |                     |         |       |    |  |  |
| Fonte: Consiglio Regionale                                      |                                                                 |                                                                 |       |                     |         |       |    |  |  |

1. ↑  La lista include candidati di A Innantis ed è sostenuta dal Partito Gay.
2. ↑  La lista include candidati di Europa Verde, Sinistra Italiana, Possibile e Sinistra Sarda.
3. ↑  La lista include candidati di Italia in Comune
4. ↑  La lista è sostenuta da Sud chiama Nord.
5. ↑  La lista include candidati di La Base.
6. ↑  La lista include candidati dell'associazione Orizzonte Sinistra.
7. ↑  La lista include candidati di Sardegna 2050, Insieme e Centro Democratico.
8. ↑  La lista include candidati di Noi Moderati.
9. ↑  La lista include candidati della Democrazia Cristiana e del Popolo della Famiglia
10. ↑  La lista include candidati di Alleanza Sarda e Democratica.
11. ↑  La lista include candidati di ProgReS, Indipendèntzia Repùbrica de Sardigna e Sardegna chiama Sardegna.
12. ↑  La lista include candidati di Unione Popolare Cristiana e Liberali Democratici Europei.
13. ↑  Lista non presente nelle circoscrizioni di Sassari e Ogliastra
14. ↑  La lista include candidati dei Rossomori.

### Distribuzione per circoscrizione
| Circoscrizione             | Alessandra Todde | Paolo Truzzu | Renato Soru | Lucia Chessa |      |
| Circoscrizione             | %                | %            | %           | %            |      |
| -------------------------- | ---------------- | ------------ | ----------- | ------------ | ---- |
| Circoscrizione             | Cagliari         | 49,40        | 41,12       | 8,29         | 1,19 |
| Sulcis Iglesiente          | 46,65            | 45,53        | 6,58        | 1,24         |      |
| Medio Campidano            | 46,39            | 38,98        | 13,78       | 0,84         |      |
| Ogliastra                  | 44,02            | 49,46        | 5,93        | 0,59         |      |
| Gallura Nord-Est Sardegna  | 37,79            | 56,52        | 4,89        | 0,79         |      |
| Oristano                   | 38,39            | 50,33        | 10,32       | 0,96         |      |
| Nuoro                      | 40,70            | 46,03        | 11,76       | 1,60         |      |
| Sassari                    | 47,33            | 43,77        | 8,47        | 0,46         |      |
| Sardegna                   | 45,39            | 44,97        | 8,65        | 0,99         |      |
|                            |                  |              |             |              |      |
| Fonte: Consiglio Regionale |                  |              |             |              |      |

### Analisi del voto
Alessandra Todde è stata la candidata presidente più votata con 334160 voti, 3061 in più di Paolo Truzzu, mentre l'insieme delle liste della coalizione di centro-destra ha ottenuto con 338240 preferenze un maggior numero di voti complessivo.
Secondo un'analisi dell'Istituto Cattaneo effettuata il 28 febbraio sui flussi di voto a Cagliari e Sassari, Paolo Truzzu "risulta un handicap più che un asset per la coalizione" di centro-destra. Infatti, nelle due città una parte degli elettori che hanno votato per le liste di centro-destra hanno poi votato, secondo il voto disgiunto, per altri candidati presidente, tra cui principalmente Alessandra Todde. In conclusione, "il risultato Sardo, nella sua conclusione inattesa, è principalmente dovuto alle caratteristiche intraviste dagli elettori nei due principali candidati", oltre che ad un basso apprezzamento dell'amministrazione uscente.

## Consiglieri eletti
Di seguito sono riportati i 58 consiglieri eletti nelle liste, elencati per circoscrizione. A questi si aggiungono la presidente eletta, Alessandra Todde (del Movimento 5 Stelle) e il primo dei candidati presidente non eletti, Paolo Truzzu (di Fratelli d'Italia), che in quanto tale ha ottenuto un seggio da consigliere.
| Consigliere           | Consigliere          | Consigliere                 | Lista                                         | Preferenze                                    | Circoscrizione                                |
| --------------------- | -------------------- | --------------------------- | --------------------------------------------- | --------------------------------------------- | --------------------------------------------- |
|                       |                      | Alessandra Todde            | Eletta come Presidente della Giunta Regionale | Eletta come Presidente della Giunta Regionale | Eletta come Presidente della Giunta Regionale |
| Michele Ciusa         | Movimento 5 Stelle   | 2 415                       | Cagliari                                      |                                               |                                               |
| Gianluca Mandas       | Movimento 5 Stelle   | 1 286                       | Cagliari                                      |                                               |                                               |
| Desireé Alma Manca    | Movimento 5 Stelle   | 8 092                       | Sassari                                       |                                               |                                               |
| Lara Serra            | Movimento 5 Stelle   | 1 008                       | Nuoro                                         |                                               |                                               |
| Roberto Li Gioi       | Movimento 5 Stelle   | 1 602                       | Olbia-Tempo                                   |                                               |                                               |
| Alessandro Solinas    | Movimento 5 Stelle   | 1 686                       | Oristano                                      |                                               |                                               |
| Emanuele Matta        | Movimento 5 Stelle   | 1 842                       | Medio Campidano                               |                                               |                                               |
|                       | Gianpietro Comandini | Partito Democratico         | 5 665                                         | Cagliari                                      |                                               |
| Valter Piscedda       | 3 839                | Partito Democratico         |                                               | Cagliari                                      |                                               |
| Camilla Gerolama Soru | 3 705                | Partito Democratico         |                                               | Cagliari                                      |                                               |
| Antonio Spano         | 4 502                | Partito Democratico         | Sassari                                       |                                               |                                               |
| Carla Fundoni         | 3 253                | Partito Democratico         | Sassari                                       |                                               |                                               |
| Roberto Deriu         | 1 918                | Partito Democratico         | Nuoro                                         |                                               |                                               |
| Giuseppe Meloni       | 6 760                | Partito Democratico         | Olbia-Tempo                                   |                                               |                                               |
| Antonio Solinas       | 2 174                | Partito Democratico         | Oristano                                      |                                               |                                               |
| Alessandro Pilurzu    | 4 121                | Partito Democratico         | Carbonia-Iglesias                             |                                               |                                               |
| Gianluigi Piano       | 1 406                | Partito Democratico         | Medio Campidano                               |                                               |                                               |
| Salvatore Corrias     | 3 184                | Partito Democratico         | Ogliastra                                     |                                               |                                               |
|                       | Maria Laura Orrù     | Alleanza Verdi e Sinistra   | 3 735                                         | Cagliari                                      |                                               |
| Antonio Piu           | 4 976                | Alleanza Verdi e Sinistra   | Sassari                                       |                                               |                                               |
| Giuseppe Dessena      | 831                  | Alleanza Verdi e Sinistra   | Nuoro                                         |                                               |                                               |
| Diego Loi             | 1 156                | Alleanza Verdi e Sinistra   | Oristano                                      |                                               |                                               |
|                       | Giuseppe Frau        | Uniti per Todde             | 2 048                                         | Cagliari                                      |                                               |
| Valdo Di Nolfo        | 1 942                | Uniti per Todde             | Sassari                                       |                                               |                                               |
| Sebastiano Cocco      | 1 371                | Uniti per Todde             | Nuoro                                         |                                               |                                               |
|                       | Sandro Porcu         | Orizzonte Comune            | 2 778                                         | Cagliari                                      |                                               |
| Franco Cuccureddu     | 8 709                | Orizzonte Comune            | Sassari                                       |                                               |                                               |
| Salvatore Cau         | 940                  | Orizzonte Comune            | Oristano                                      |                                               |                                               |
|                       | Francesco Agus       | Progressista                | 2 887                                         | Cagliari                                      |                                               |
| Gianfranco Satta      | 2 381                | Progressista                | Sassari                                       |                                               |                                               |
| Ivan Pintus           | 739                  | Progressista                | Nuoro                                         |                                               |                                               |
|                       | Paola Casula         | Sinistra Futura             | 1 628                                         | Cagliari                                      |                                               |
| Giuseppino Canu       | 1 184                | Sinistra Futura             | Oristano                                      |                                               |                                               |
| Luca Pizzuto          | 2 195                | Sinistra Futura             | Carbonia-Iglesias                             |                                               |                                               |
|                       | Lorenzo Cozzolino    | Partito Socialista Italiano | 1 613                                         | Cagliari                                      |                                               |

| Consigliere            | Consigliere       | Consigliere                | Lista                            | Preferenze                       | Circoscrizione                   |
| ---------------------- | ----------------- | -------------------------- | -------------------------------- | -------------------------------- | -------------------------------- |
|                        |                   | Paolo Truzzu               | Eletto come secondo classificato | Eletto come secondo classificato | Eletto come secondo classificato |
| Fausto Piga            | Fratelli d'Italia | 3 276                      | Cagliari                         |                                  |                                  |
| Corrado Meloni         | Fratelli d'Italia | 2 952                      | Cagliari                         |                                  |                                  |
| Antonello Floris       | Fratelli d'Italia | 2 324                      | Cagliari                         |                                  |                                  |
| Maria Francesca Masala | Fratelli d'Italia | 3 163                      | Sassari                          |                                  |                                  |
| Cristina Usai          | Fratelli d'Italia | 2 216                      | Olbia-Tempo                      |                                  |                                  |
| Emanuele Cera          | Fratelli d'Italia | 4 431                      | Oristano                         |                                  |                                  |
| Gianluigi Rubiu        | Fratelli d'Italia | 3 552                      | Carbonia-Iglesias                |                                  |                                  |
|                        | Umberto Ticca     | Riformatori Sardi          | 1 969                            | Cagliari                         |                                  |
| Aldo Salaris           | 4 615             | Riformatori Sardi          | Sassari                          |                                  |                                  |
| Giuseppe Fasolino      | 2 819             | Riformatori Sardi          | Olbia-Tempo                      |                                  |                                  |
|                        | Ivan Piras        | Forza Italia               | 5 445                            | Cagliari                         |                                  |
| Giuseppe Talanas       | 5 121             | Forza Italia               | Nuoro                            |                                  |                                  |
| Angelo Cocciu          | 3 838             | Forza Italia               | Olbia-Tempo                      |                                  |                                  |
|                        | Stefano Tunis     | Sardegna al Centro 20Venti | 2 296                            | Cagliari                         |                                  |
| Antonello Peru         | 5 393             | Sardegna al Centro 20Venti | Sassari                          |                                  |                                  |
| Alberto Urpi           | 3 773             | Sardegna al Centro 20Venti | Medio Campidano                  |                                  |                                  |
|                        | Gianni Chessa     | Partito Sardo d'Azione     | 5 779                            | Cagliari                         |                                  |
| Piero Maieli           | 3 292             | Partito Sardo d'Azione     | Sassari                          |                                  |                                  |
| Alfonso Marras         | 3 073             | Partito Sardo d'Azione     | Oristano                         |                                  |                                  |
|                        | Stefano Schirru   | Alleanza Sardegna - PLI    | 4 748                            | Cagliari                         |                                  |
| Francesco Paolo Mula   | 2 665             | Alleanza Sardegna - PLI    | Nuoro                            |                                  |                                  |
|                        | Alessandro Sorgia | Lega Salvini Sardegna      | 2 717                            | Cagliari                         |                                  |
|                        | Alice Aroni       | Unione di Centro           | 2 293                            | Cagliari                         |                                  |

## Conseguenze
A seguito della vittoria della coalizione di centro-sinistra e Movimento 5 Stelle, guidata da Alessandra Todde, le elezioni regionali in Abruzzo di due settimane dopo hanno assunto una rilevanza nazionale come confronto tra i partiti della maggioranza di governo e le opposizioni.
Il 9 aprile 2024, durante la prima seduta del Consiglio regionale, Piero Comandini (PD) viene eletto presidente del Consiglio regionale con 42 voti. La giunta Todde è composta dalla presidente Alessandra Todde (M5S), 3 assessori del Partito Democratico (tra cui il vicepresidente), 2 del Movimento 5 Stelle, 1 di Alleanza Verdi e Sinistra, 1 della lista "Uniti per Alessandra Todde", 1 della lista "Orizzonte Comune", 1 dei Progressisti, 1 della lista "Sinistra Futura" e 2 indipendenti di nomina presidenziale.